# 졸슨 스토리 2
《졸슨 스토리 2》(Jolson Sings Again)는 미국에서 제작된 헨리 레빈 감독의 1949년 영화이다. 래리 팍스 등이 주연으로 출연하였고 시드니 버크먼 등이 제작에 참여하였다.
이 영화는 제22회 아카데미상에서 3개의 오스카상에 지명되었다.

## 출연

### 주연
- 래리 팍스

### 조연
- 윌리엄 드마레스트
- 빌 굿윈
- 바바라 헤일
- 알 졸슨
- 마이론 맥코믹
- 로버트 에멧 킨
- 러드윅 도나스
- 에릭 윌턴

## 기타
- 미술: 월터 홀쉐어
- 의상: 진 루이스